# Centris discolor
Centris discolor är en biart som beskrevs av Smith 1874. Centris discolor ingår i släktet Centris och familjen långtungebin. Inga underarter finns listade.